# Gribouille
Gribouille, pseudonimo di Marie-France Gaîté (Lione, 17 luglio 1941 – Parigi, 18 gennaio 1968), è stata una cantante francese.

## Biografia
Marie-France Gaîté ebbe una vita molto difficile. Da adolescente, soffrì di problemi mentali e per un periodo venne ricoverata in un ospedale psichiatrico a Lione. Dopo le cure, migliorò tanto da poter lasciare la sua città natale per trasferirsi a Parigi. Nella capitale francese incontrò Jean Cocteau che la prese a lavorare come cantante in un cabaret. Il compositore Michel Breuzard scrisse per lei alcune canzoni, con parole di Gribouille stessa, e nel 1966 la cantante registrò molti 45 giri di successo ed un album
Tossicodipendente, morì di overdose nel 1968 all'età di 26 anni. È sepolta nel cimitero parigino di Bagneux a Montrouge, vicino a Parigi.

## Discografia

### Album
- Mathias (1998), EMI France
- Mourir De Joie (2010), EMI France

### EP
- Si J'Ai Le Coeur En Berne (1964), EMI

"Si J'Ai Le Coeur En Berne" / "Chagrin" / "Si Tu Ne Rentres" / "J'Irai Danser Quand Meme"
- Les Corbeaux (1965), EMI

"Les Roses Barbelees" / "Les Corbeaux" / "Mourir Demain" / "Pauvre Camille"
- Viens Danser, Marie (1965), EMI

"Elle T'Attend" / "Viens Danser, Marie" / "A Courte Paille" / "C'Est Toi Qui Me L'As Dit"
- Gueule De Bois (1965), EMI

"Mathias" / "Gueule De Bois" / "Grenoble" / "Le Temps Qui Vient"